# (26340) Evamarková
26340 Evamarkova (1998 XY8) – planetoida z pasa głównego asteroid okrążająca Słońce w ciągu 3,64 lat w średniej odległości 2,36 j.a. Odkryta 13 grudnia 1998 roku.